# Nuoto al XIV Festival olimpico estivo della gioventù europea
Le competizioni di nuoto al XIV Festival olimpico estivo della gioventù europea si sono svolte dal 25 al 29 luglio 2017 presso l'Aqua Sports Centre di Győr, in Ungheria.

## Podi

### Ragazzi
| Evento | Oro | Tempo    | Argento                                                                                                | Tempo    | Bronzo                                                                                                   | Tempo    |
| Stile libero | |          | |          | |          |
| 50 m sl | Federico Burdisso Italia                                                                                      | 22.79    | Louis Godefroid Francia                                                                                | 23.57    | Arsenii Chivilev Russia                                                                                  | 23.59    |
| 100 m sl | Andrei Minakov Russia                                                                                         | 50.23    | Robin Hanson Svezia                                                                                    | 50.71    | Thomas Ceccon Italia                                                                                     | 50.85    |
| 200 m sl | Robin Hanson Svezia                                                                                           | 1:49.34  | Maksim Aleksandrov Russia                                                                              | 1:49.76  | Antonio Djakovic Svizzera                                                                                | 1:50.05  |
| 400 m sl | Hugo Sagnes Francia                                                                                           | 3:51.98  | Maksim Aleksandrov Russia                                                                              | 3:52.73  | Antonio Djakovic Svizzera                                                                                | 3:53.70  |
| 1500 m sl | Michele Sassi Italia                                                                                          | 15:41.06 | Sven Schwarz Germania                                                                                  | 15:41.94 | Szilárd Galyassy Ungheria                                                                                | 15:42.04 |
| Dorso | |          | |          | |          |
| 100 m dorso | Egor Dolomanov Russia                                                                                         | 56.18    | Gábor Zombori Ungheria                                                                                 | 56.38    | Jan Čejka Rep. Ceca                                                                                      | 56.65    |
| 200 m dorso | Gábor Zombori Ungheria                                                                                        | 2:02.17  | Egor Dolomanov Russia                                                                                  | 2:02.51  | Mewen Tomac Francia                                                                                      | 2:03.10  |
| Rana | |          | |          | |          |
| 100 m rana | Vladislav Gerasimenko Russia                                                                                  | 1:02.20  | Caspar Corbeau Paesi Bassi                                                                             | 1:03.42  | Demirkan Demir Turchia                                                                                   | 1:03.62  |
| 200 m rana | Caspar Corbeau Paesi Bassi                                                                                    | 2:17.43  | Demirkan Demir Turchia                                                                                 | 2:17.44  | Savvas Thomoglou Grecia                                                                                  | 2:17.49  |
| Farfalla | |          | |          | |          |
| 100 m fafalla | Andrei Minakov Russia                                                                                         | 52.06    | Noè Ponti Svizzera                                                                                     | 52.89    | Federico Burdisso Italia                                                                                 | 53.85    |
| 200 m farfalla | Federico Burdisso Italia                                                                                      | 1:58.65  | Egor Pavlov Russia                                                                                     | 1:58.89  | Noè Ponti Svizzera                                                                                       | 2:00.03  |
| Misti | |          | |          | |          |
| 200 m misti | Thomas Ceccon Italia                                                                                          | 2:02.35  | Noè Ponti Svizzera                                                                                     | 2:03.59  | Clément Bidard Francia                                                                                   | 2:03.83  |
| 400 m misti | Apostolos Papastamos Grecia                                                                                   | 4:21.92  | Danil Zaitsev Russia                                                                                   | 4:23.99  | Charlie Hutchison Gran Bretagna                                                                          | 4:25.90  |
| Staffette | |          | |          | |          |
| 4×100 m sl | Russia Arsenii Chivilev (51.10) Maksim Aleksandrov (51.56) Maksim Fofanov (51.99) Andrei Minakov (50.38)      | 3:25.03  | Italia Thomas Ceccon (50.56) Michele Sassi (53.17) Giulio Ciavarella (53.65) Federico Burdisso (50.20) | 3:27.58  | Svezia Johan Rydahl (52.38) Linus Kahl (52.46) Robin Hanson (50.25) Oliver Rehn (52.59)                  | 3:27.68  |
| 4×100 m misti | Russia Egor Dolomanov (57.24) Vladislav Gerasimenko (1:02.37) Andrei Minakov (52.90) Arsenii Chivilev (50.50) | 3:43.01  | Israele David Gerchik (57.95) Ron Polonsky (1:04.16) Gal Cohen Groumi (53.80) Michael Smirnov (50.69)  | 3:46.60  | Italia Giulio Ciavarella (58.36) Fabio Coppola (1:04.75) Federico Burdisso (53.86) Thomas Ceccon (49.76) | 3:46.73  |
| record mondiale; record mondiale stagionale; record europeo; record europeo stagionale; record dei campionati; record nazionale; record personale; record personale stagionale. | |          | |          | |          |

### Ragazze
| Evento | Oro | Tempo   | Argento                                                                                        | Tempo   | Bronzo | Tempo   |
| Stile libero | |         |                                                                                                |         | |         |
| 50 m sl | Costanza Cocconcelli Italia                                                                                      | 25.82   | Polina Nevmovenko Russia Gloria Muzito Svezia                                                  | 26.06   | Non attribuita |         |
| 100 m sl | Polina Nevmovenko Russia                                                                                         | 56.30   | Karoline Barrett Danimarca                                                                     | 56.52   | Ana-Iulia Dascăl Romania                                                                                                | 56.63   |
| 200 m sl | Polina Nevmovenko Russia                                                                                         | 2:02.45 | Nadia González Spagna                                                                          | 2:02.76 | Fanni Fábián Ungheria                                                                                                   | 2:02.85 |
| 400 m sl | Sara Račnik Slovenia                                                                                             | 4:15.54 | Aleksandra Knop Polonia                                                                        | 4:17.01 | Fanni Fábián Ungheria                                                                                                   | 4:17.12 |
| 800 m sl | Sara Račnik Slovenia                                                                                             | 8:42.70 | Réka Nagy Ungheria                                                                             | 8:44.63 | Fanni Fábián Ungheria                                                                                                   | 8:51.48 |
| Dorso | |         |                                                                                                |         | |         |
| 100 m dorso | Dar'ja Vas'kina Russia                                                                                           | 1:00.87 | Anastasija Škurdaj Bielorussia                                                                 | 1:01.76 | Costanza Cocconcelli Italia                                                                                             | 1:02.14 |
| 200 m dorso | Dar'ja Vas'kina Russia                                                                                           | 2:11.67 | Claudia Espinosa Spagna                                                                        | 2:13.42 | Eszter Szabó-Feltóthy Ungheria                                                                                          | 2:13.80 |
| Rana | |         |                                                                                                |         | |         |
| 100 m rana | Anastasia Makarova Russia                                                                                        | 1:08.96 | Réka Vécsei Ungheria                                                                           | 1:09.40 | Thea Blomsterberg Danimarca                                                                                             | 1:09.83 |
| 200 m rana | Thea Blomsterberg Danimarca                                                                                      | 2:28.15 | Réka Vécsei Ungheria                                                                           | 2:30.24 | Olga Turchina Russia | 2:31.06 |
| Farfalla | |         |                                                                                                |         | |         |
| 100 m farfalla | Anastasija Škurdaj Bielorussia                                                                                   | 59.34   | Lorena Jerebić Croazia                                                                         | 1:00.49 | Aleyna Özkan Turchia | 1:01.12 |
| 200 m farfalla | Blanka Berecz Ungheria                                                                                           | 2:11.26 | Ana María Lamberto Spagna                                                                      | 2:11.78 | Rosalie Kleyboldt Germania                                                                                              | 2:14.80 |
| Misti | |         |                                                                                                |         | |         |
| 200 m misti | Réka Nagy Ungheria                                                                                               | 2:14.80 | Lea Polonsky Israele                                                                           | 2:16.19 | Costanza Cocconcelli Italia                                                                                             | 2:16.68 |
| 400 m misti | Réka Nagy Ungheria                                                                                               | 4:48.11 | Martina Ratti Italia                                                                           | 4:52.09 | Giulia Goerigk Germania                                                                                                 | 4:53.38 |
| Staffetta | |         |                                                                                                |         | |         |
| 4×100 m sl | Russia Polina Nevmovenko (56.39) Anastasia Makarova (57.66) Olga Turchina (58.15) Elizaveta Ryndych (56.85)      | 3:49.05 | Paesi Bassi Nienke Jonk (57.63) Britta Koehorst (57.44) Elise Tanis (57.40) Imani Jong (56.90) | 3:49.37 | Ungheria Fanni Fábián (57.37) Zsófia Muzsnay (57.73) Kiara Pózvai (57.72) Réka Nagy (56.83)                             | 3:49.65 |
| 4×100 m misti | Russia Dar'ja Vas'kina (1:00.89) Anastasia Makarova (1:09.77) Iana Sattarova (1:01.49) Polina Nevmovenko (55.84) | 4:07.99 | Ungheria Fanni Matula (1:03.33) Réka Vécsei (1:10.05) Dora Hathazi (1:01.80) Réka Nagy (56.39) | 4:11.57 | Danimarca Sofie Hansen (1:04.15) Thea Blomsterberg (1:10.25) Karoline Barrett (1:01.27) Elisabeth Sabro Ebbesen (56.40) | 4:12.07 |
| record mondiale; record mondiale stagionale; record europeo; record europeo stagionale; record dei campionati; record nazionale; record personale; record personale stagionale. | |         |                                                                                                |         | |         |

### Misti
| Evento | Oro | Tempo   | Argento                                                                                                  | Tempo   | Bronzo                                                                                           | Tempo   |
| Staffette | |         | |         |                                                                                                  |         |
| 4×100 m sl | Russia Andrei Minakov (50.75) Arsenii Chivilev (50.76) Elizaveta Ryndych (56.80) Polina Nevmovenko (55.24)        | 3:33.55 | Italia Federico Burdisso (50.71) Thomas Ceccon (50.76) Sofia Morini (56.13) Costanza Cocconcelli (56.73) | 3:34.33 | Svezia Robin Hanson (51.19) Johan Rydahl (51.91) Gloria Muzito (56.83) Emilia Rönningdal (58.43) | 3:38.36 |
| 4×100 m misti | Russia Dar'ja Vas'kina (1:01.87) Vladislav Gerasimenko (1:01.09) Andrei Minakov (53.00) Polina Nevmovenko (56.02) | 3:51.98 | Israele David Gerchik (57.69) Lea Polonsky (1:10.98) Gal Cohen Groumi (54.53) Anastasia Gorbenko (56.79) | 3:59.99 | Ungheria Gábor Zombori (57.32) Sebestyén Böhm (1:03.95) Dóra Hatházi (1:01.73) Réka Nagy (57.34) | 4:00.34 |
| record mondiale; record mondiale stagionale; record europeo; record europeo stagionale; record dei campionati; record nazionale; record personale; record personale stagionale. | |         | |         |                                                                                                  |         |